# Paraliparis duhameli
Paraliparis duhameli är en fiskart som beskrevs av Andriashev, 1994. Paraliparis duhameli ingår i släktet Paraliparis och familjen Liparidae. Inga underarter finns listade i Catalogue of Life.